# باتريشيا باث
باتريشيا باث (بالإنجليزية: Patricia Bath)‏ هي طبيبة عيون ومخترِعة وطبيبة أمريكية، ولدت في 4 نوفمبر 1942 في هارلم في الولايات المتحدة، وتوفيت في 30 مايو 2019 في سان فرانسيسكو في الولايات المتحدة.، أول امرأة تنال عضوية معهد جوليس شتاين للعيون، وأول امرأة تقود برنامج تدريب دراسات عليا في طب العيون، وأول امرأة تُنتخب للهيئة الفخرية في المركز الطبي التابع لجامعة كاليفورنيا في لوس أنجلس. كانت باث أول شخص أمريكي إفريقي يخدم كطبيب عيون مقيم لدى جامعة نيويورك، وكانت أيضاً أول امرأة أمريكية إفريقية تخدم ضمن طاقم كطبيبة جرّاحة في المركز الطبي التابع لجامعة كاليفورنيا في لوس أنجلس. وكانت باث أول طبيبة أمريكية إفريقية تتلقى براءة اختراع في مضمار طبي، وقد حازت على خمس براءات اختراع، وأسست المعهد الأمريكي للوقاية من فقدان البصر في واشنطن العاصمة، وهو منظمة غير ربحية.

## حياتها المبكرة وتعليمها
وُلدت باتريشيا باث في 4 نوفمبر عام 1942 في هارلم، نيويورك، وهي ابنة روبرت وغلاديس باث. كان والدها مهاجراً من ترينيداد، عمل كاتب عمود صحفي وبحاراً تجارياً، وكان أول رجل أسود البشرة يعمل سائق قاطرة في مترو نيويورك. استمدت من والدها حبها للثقافة، وكان هو من شجعها على استكشاف الثقافات المختلفة. كانت أمها سليلة عبيد أفارقة وسكان أصليين من قبيلة شيروكي. قررت غلاديس باث أن تكون ربة منزل حين كان طفلاها صغيرين، ثم أصبحت في ما بعد مدبرة منزل كي تساعد في تمويل تعليم ابنيها. ارتادت باتريشيا وأخوها مدرسة تشارلز إيفانز هيوز الثانوية حيث تفوق كلاهما في العلوم والرياضيات، وقد حث المعلمون باتريشيا على متابعة طريقها في مجال الأبحاث.
وبإلهام من أعمال ألبرت شفايتزر في مجال الطب، تقدمت باث إلى منحة من مؤسسة العلوم الوطنية وفازت بها أثناء دراستها الثانوية؛ وقادها ذلك إلى مشروع بحثي في جامعة يشيفا ومركز هارلم للاستشفاء حول دراسة الروابط بين السرطان والتغذية والإجهاد. أدرك المسؤول عن برنامجها البحثي أهمية النتائج التي توصلت إليها ونشرها في ورقة بحث علمية. وفي عام 1960، بينما كانت ما تزال مراهقة، فازت باث بـ«جائزة ميريت» من مجلة مدموزيل عن مساهمتها في المشروع.
حصلت باث على شهادة البكالوريوس في الكيمياء من كلية هانتر في مانهاتن عام 1964 وانتقلت إلى واشنطن العاصمة بهدف ارتياد كلية الطب في جامعة هاورد، وتزامن عامها الجامعي الأول مع قانون الحقوق المدنية لعام 1964. شاركت في تأسيس الجمعية الطبية الوطنية للطلاب وأصبحت أول امرأة تترأسها في عام 1965. وفي جامعة هاورد، مُنحت جائزة الزمالة الحكومية الوطنية من مكتب الطفولة للقيام ببحث في بلغراد، يوغوسلافيا، في صيف عام 1967. وأهم ما حصل في مراسم تسليم الجائزة كان لقاؤها مع إيرل وارين، رئيس المحكمة العليا الأمريكية، في سفارة الولايات المتحدة ببلغراد. تخرجت باث بمرتبة شرف من كلية الطب في جامعة هاورد في عام 1968. ومُنحت جائزة إدوين واتسون للامتياز في طب العيون من قبل معلمتها لويس أ. يونغ.
جعل اغتيال مارتن لوثر كينغ الابن في عام 1968 باث تكرس نفسها لتحقيق أحد أحلام كينغ، وهو تمكين الناس من خلال حملة الفقراء. وقد نظمت طلاب الطب في جامعة هاورد وقادتهم لتقديم خدمات رعاية صحية تطوعية لحملة الفقراء في صيف عام 1968.
عادت باث إلى مجتمعها في هارلم وقضت فترة تدريب في مركز هارلم للاستشفاء، الذي كان قد دُمج حديثاً بكلية الأطباء والجراحين بجامعة كولومبيا. وخلال فترة تدريبها، لاحظت وجود أعداد كبيرة من المرضى فاقدي البصر في مستشفى هارلم بالمقارنة مع ما في عيادة العينية التابعة لجامعة كولومبيا. وقبل البدء في إقامتها التخصصية في طب العيون بجامعة نيويورك عام 1970، حصلت على زمالة لمدة عام من جامعة كولومبيا للدراسة والمساهمة في خدمات الرعاية العينية ضمن مستشفى هارلم. بدأت بجمع البيانات حول العمى وضعف البصر في مستشفى هارلم، الذي لم يحتوِ طاقمه على أي طبيب عينية، وأقنع شغفها بالتقدم والبيانات التي جمعتها أساتذتها من جامعة كولومبيا بالعمل الجراحي على المرضى فاقدي البصر دون تقاضي أتعاب في مركز هارلم للاستشفاء، إذ لم تكن عمليات الجراحة العينية تُجرى في ما سبق.

## حياتها العملية
بعد إتمامها إقامتها التخصصية في جامعة نيويورك، بدأت باث برنامج زمالة مختص بالقرنية في جامعة كولومبيا، ركز على زرع القرنية وعمليات البدلات القرنية الصنعية (1973-1974). وأثناء برنامج الزمالة، عُيّنت من قبل كل من معهد جوليس شتاين للعيون التابع لجامعة كاليفورنيا في لوس أنجلس وجامعة تشارلز درو للمشاركة في تأسيس برنامج إقامة تخصصية في طب العيون في مستشفى مارتن لوثر كينغ الابن. وبذلك بدأت حياتها العملية في لوس أنجلس، وأصبحت أول طبيبة عيون في إدارة معهد جوليس شتاين للعيون بجامعة كاليفورنيا في لوس أنجلس. عُينت في منصب مساعد رئيس لبرنامج إقامة «كينغ – درو – جامعة كاليفورنيا في لوس أنجلس» التخصصية في طب العيون عام 1974، وترقت إلى منصب الرئيس في عام 1983.
وقد ترقت باث إلى منصب أستاذ مساعد في كلتا المنشأتين. في جامعة كاليفورنيا في لوس أنجلس، أسست برنامج تدريب مساعدي أطباء العينية عام 1978، وخريجو هذا البرنامج موظفون أساسيون في عمليات المسح والتثقيف الصحي ودعم استراتيجيات الوقاية من فقدان البصر. وفي عام 1978، ساهمت باث في تأسيس المعهد الأمريكي للوقاية من فقدان البصر بمنصب رئيس.
وخلال عملها في معهد جوليس شتاين للعيون التابع لجامعة كاليفورنيا في لوس أنجلس، أسست برنامج عمليات البدلات القرنية الصنعية من أجل توفير معالجات جراحية متقدمة للمرضى فاقدي البصر. والبرنامج مستمر في يومنا هذا باسم « KPRO»، وقد استعاد آلاف المرضى أبصارهم بمساعدة هذه التقنية المبتكرة. وبناء على أبحاثها وإنجازاتها في مضمار البدلات القرنية الصنعية، اختيرت باث لقيادة أول دراسة وطنية متخصصة في هذا المجال عام 1983.
في عام 1983، عُينت باث رئيسة مجلس إدارة برنامج إقامة «كينغ – درو – جامعة كاليفورنيا في لوس أنجلس» التخصصية في طب العيون، وأصبحت أول امرأة تترأس برنامج إقامة تخصصية في طب العيون في الولايات المتحدة. وفي عام 1986، قررت باث أن تأخذ إجازة من المسؤوليات السريرية والإدارية وتركز على المجال البحثي. استقالت من منصبها كرئيسة مجلس إدارة قسم العينية وتابعت مساعيها البحثية بصفة بروفيسورة زائرة ضمن مراكز تميز في فرنسا وإنجلترا وألمانيا. في فرنسا، خدمت كبروفيسورة زائرة في معهد روتشيلد للعيون في باريس مع مديرته دانييل آرون – روزا. وفي إنجلترا، خدمت كبروفيسورة زائرة مع البروفيسور إيموني في معهد لوبورو للتكنولوجيا. وفي ألمانيا، خدمت كبروفيسورة زائرة في جامعة برلين الحرة ومركز الليزر الطبي.
في عام 1993، تقاعدت من جامعة كاليفورنيا في لوس أنجلس، التي اختارتها عقب ذلك كأول مرأة في الطاقم الفخري لديها.
عملت كبروفيسورة طب عيون في كلية الطب بجامعة هاورد، وكبروفيسورة تطبيب عن بعد وطب عيون في برنامج تدريب طب العيون لدى جامعة سانت جورج.
قدمت باث محاضرات على المستوى الدولي وألفت أكثر من مئة ورقة بحثية.

## وفاتها
توفيت باث في 30 مايو 2019، في مركز طبي تابع لجامعة كاليفورنيا في سان فرانسيسكو بسبب اختلاطات سرطانية، عن عمر ناهز 76 عاماً.